# Balatonarács
Balatonarács (Arács) a fost un sat din Ungaria, care a fost inclus în 1954 în orașul Balatonfüred. Satul are o istorie lungă, existând numeroase surse documentare cu privire la proprietatea terenurilor din zonă.

## Istoria evului mediu
Arács este considerată o așezare maghiară timpurie, deoarece au fost descoperite mormintele din epoca cuceririi Bazinului Panonic de către maghiari pe terenul de pe strada Morvai József nr. 10.

## Populația localității în prima jumătate a secolului al XX-lea
| An   | Nr. de locuitori |
| ---- | ---------------- |
| 1920 | 742              |
| 1930 | 888              |
| 1941 | 962              |

## Atracții turistice
- O primă biserică la Arácsi a fost menționată documentat pentru prima dată în 1373 și era înconjurată de un cimitir în secolul al XV-lea. Actuala biserică romano-catolică a fost construită în 1785, probabil din materialele provenite de la această biserică medievală,[2] un rol important avându-l Károly Eszterházy, episcopul de Eger, care era proprietarul satului.[3] Potrivit lui Lázár Visolyi, care a fost pastorul bisericii reformate din Arácsi în perioada 1801-1804, o biserică reformată a fost construită între anii 1700 și 1702, dar a fost preluată abuziv în 1754 de către romano-catolici.[4]
- Biserica reformată a fost construită între 1784 și 1786 în stil baroc târziu, fără turn și clopote, după cum s-a specificat în decretul regal. Mai târziu, în fața bisericii a fost construit un turn clopotniță din lemn, dar biserica a avut un turn clopotniță cu un clopot abia în anii 1920. Clopotul a fost turnat la Sopron, dar a trebuit să fie înlocuit în 1931 deoarece s-a crăpat, iar cel de-al doilea clopot a fost făcut în același atelier.[5][6]
- Fostul castel Széchényi a fost construit în 1782 de Ferenc Széchényi, tatăl lui István Széchenyi. A fost vândut mai târziu, iar din 1871 aici a funcționat un ospiciu. În acest timp au fost construite aripa de est (1873) și aripa de vest (1897). Ospiciul a fost desființat în 1933, iar din 1935 funcționează în acestă clădire o școală de viticultură,[7] care în 1982 a primit numele lui Ferenc Széchényi.[8] Școala este administrată începând din anul 2012 de Abația Pannonhalma a Congregației Benedictine Maghiare.[9]
- Mormântul vechi al lui Lajos Lóczy este situat în cimitirul vechi din Arács. Monumentul din gresie roșie a fost realizat în anul 1922 de sculptorul István Csillag.[10]

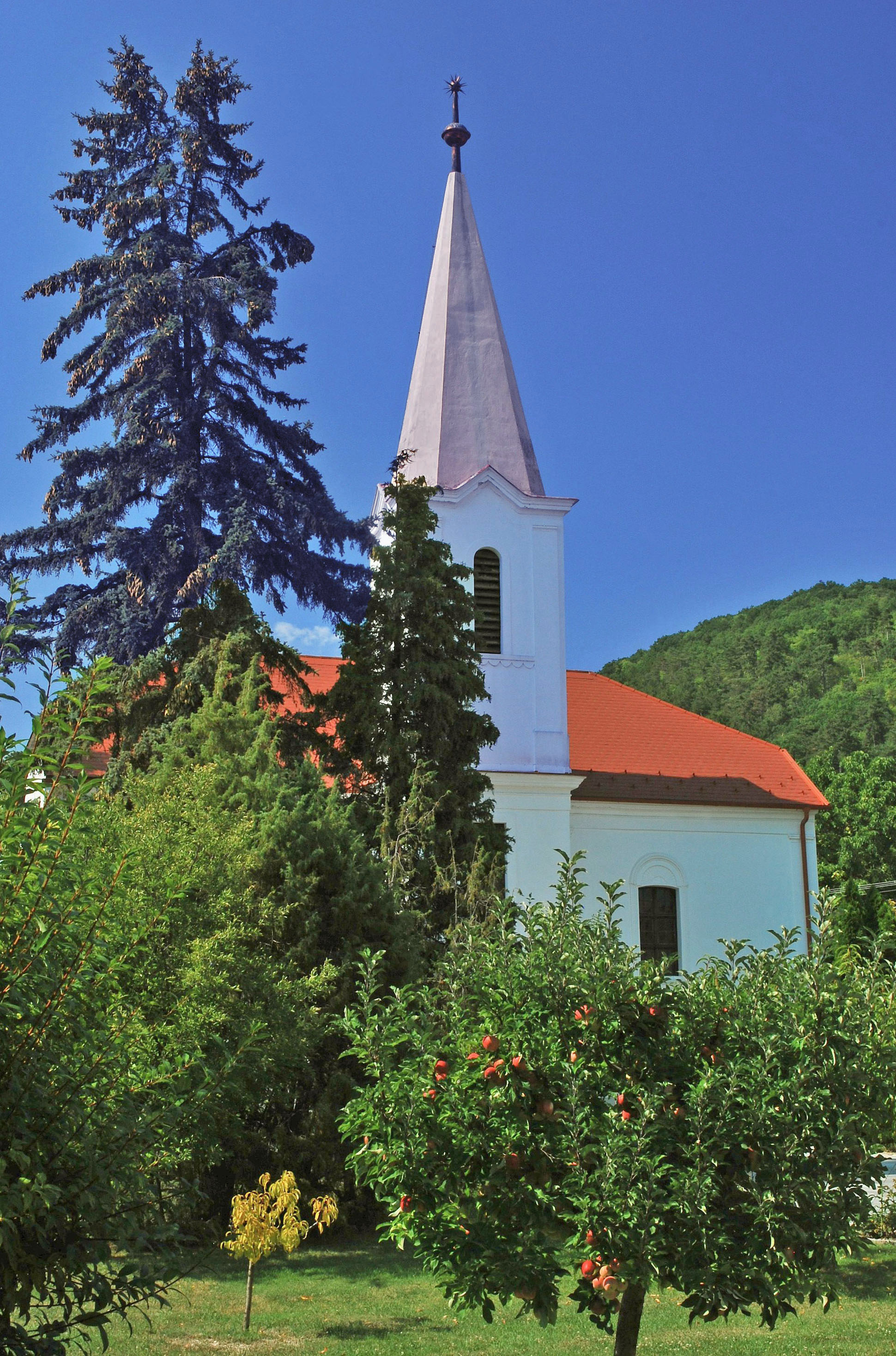
Biserica reformată
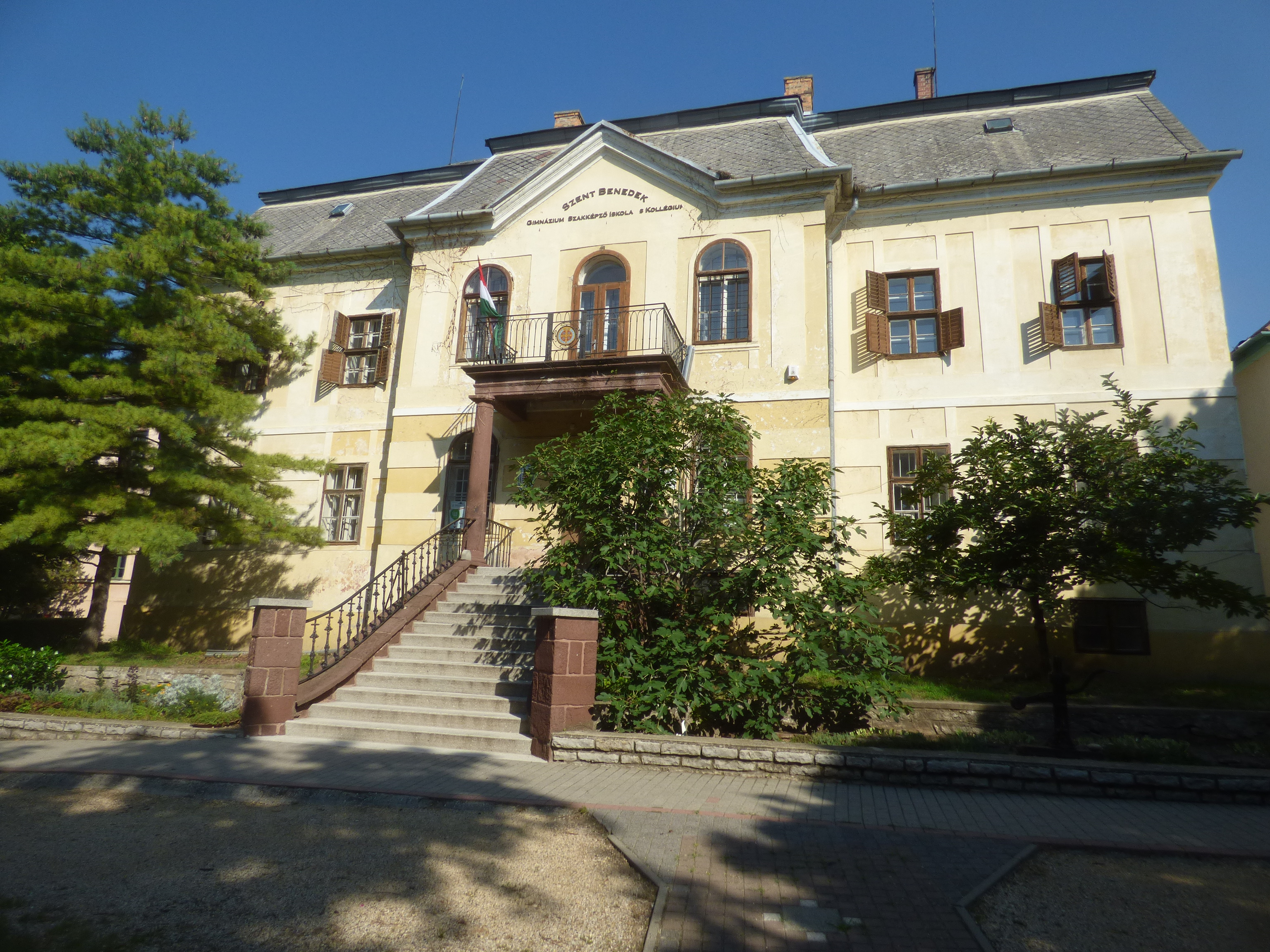
Castelul Széchényi
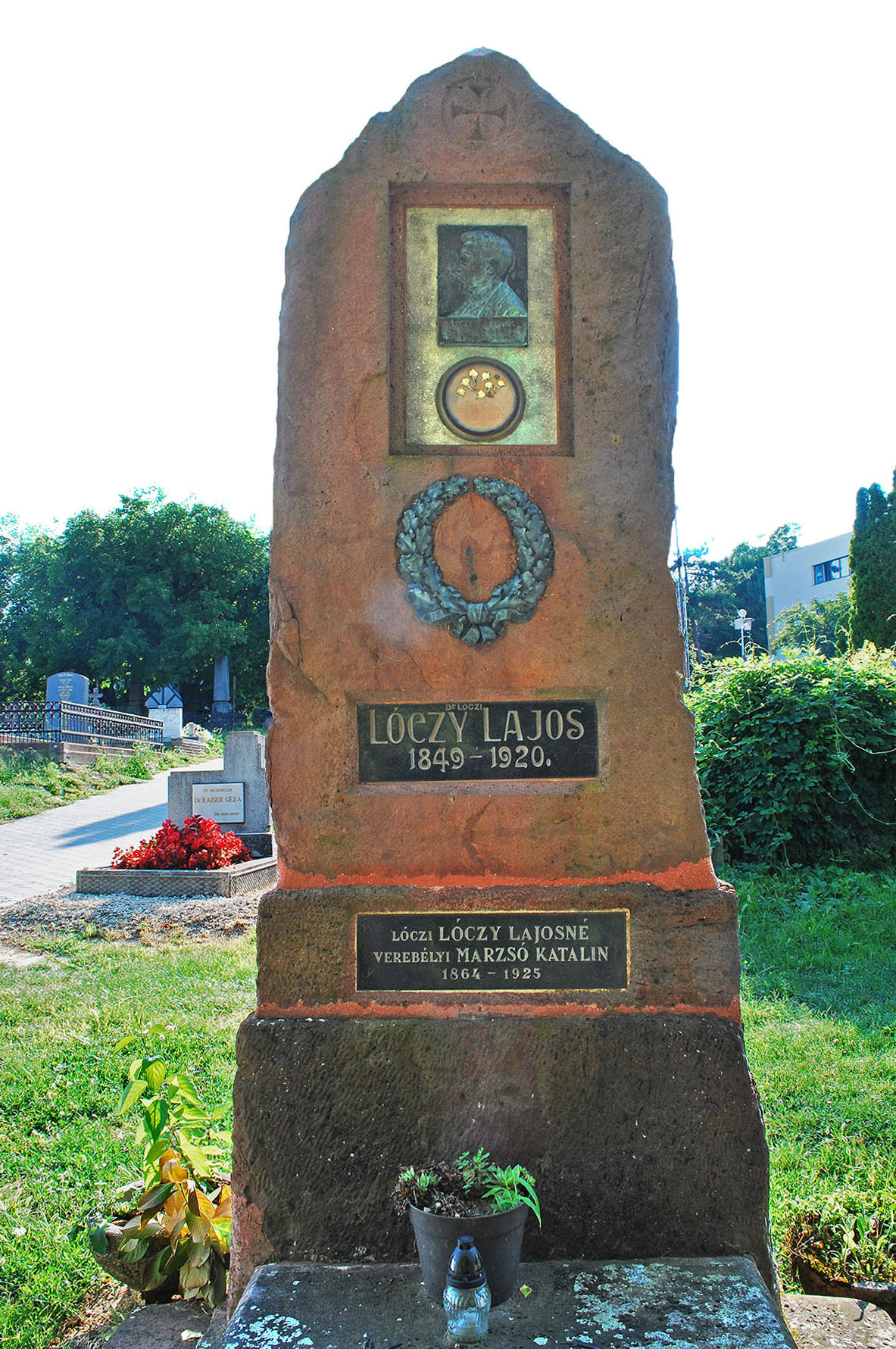
Mormântul lui Lajos Lóczy

## Legături externe
- Balatonarács honlapja Arhivat în 15 septembrie 2020, la Wayback Machine.